# Гамма Зайца
Гамма Зайца  — звезда в созвездии Зайца. Расположена в 29 световых годах от Солнца.
Относится к движущейся группе звёзд Большой Медведицы. Данная звезда является бело-жёлтым карликом спектрального класса F6, расположенным на главной последовательности.
| Имя       | Б | Ф  | HD    | HIP   | RA             | Dec            | Вид. велич. | Абс. велич. | Расст., св. л. | Сп. класс | Примечания                                                      |
| --------- | - | -- | ----- | ----- | -------------- | -------------- | ----------- | ----------- | -------------- | --------- | --------------------------------------------------------------- |
| γ Зайца A | γ | 13 | 38393 | 27072 | 05ч 44м 27,97с | −22° 26′ 51,0″ | 3,59        | 3,83        | 29             | F7V       | двойная звезда; компонент системы γ Зайца                       |
| γ Зайца B | γ | 13 | 38392 |       | 05ч 44м 26,50с | −22° 25′ 18,0″ | 6,15        |             |                |           | AK Зайца; компонент системы γ Зайца; переменная типа BY Дракона |